# Fornogletscher

Fornogletscher, historisches Luftbild von Werner Friedli (1964)

Der Fornogletscher (rätoromanisch Vadrec del Fornoⓘ, auch Vadret del Forno) ist ein Talgletscher südlich des Malojapasses in den Südlichen Bergeller Bergen, im Süden des Kantons Graubünden, Schweiz. 

## Lage und Form
Für die Länge wurden im Jahr 2012 5,3 km ermittelt, damit ist er nach dem Morteratschgletscher der zweitlängste Gletscher Graubündens. Die durchschnittliche Breite beträgt etwa 800 bis 900 m. Für die Fläche wurde 1991  8,27 km² ermittelt.
Seinen Ausgangspunkt nimmt der Fornogletscher auf rund 3200 m ü. M. an der Ostflanke der Cima di Castello (3379 m) sowie am Westhang des Monte Sissone (3330 m); weitere Firnfelder stossen aus Süden von den Felsspitzen des Torrone (bis 3351 m) dazu. Über diese Berge verläuft die Grenze zwischen Italien und der Schweiz. 
Als Talgletscher hat der Fornogletscher ein sehr geringes Gefälle von teilweise weniger als 10 % und weist fast keine Spalten auf. Er fliesst nach Norden und wird im Westen von der Cima dal Cantun (3354 m), im Osten von der Cima di Rosso (3366 m) und dem Monte Rosso (3088 m) gesäumt. Die Gletscherzunge befand sich 2003 auf einer Höhe von etwa 2230 m im Val Forno. Hier entspringt die Orlegna, ein Nebenfluss der Mera, die zum Einzugsgebiet der Adda gehört.

## Kleine Eiszeit
Seit seinem Hochstadium während der Kleinen Eiszeit um die Mitte des 19. Jahrhunderts hat sich der Fornogletscher stark zurückgezogen; er reichte früher 3 km weiter talabwärts, was noch heute am vegetationslosen Schutt der ehemaligen Grundmoräne gut zu erkennen ist.

## Fornohütte
Am Hang östlich des Gletschers auf 2574 m steht die Capanna del Forno, eine Hütte des Schweizer Alpen-Clubs SAC, welche als Ausgangspunkt für Bergtouren im Umfeld des Fornogletschers dient.
Die Hütte wurde 1889 durch den Bergführer Christian Klucker erbaut und ging 1920 in den Besitz der SAC Sektion Rorschach über. Die Hütte kann nach einer Wanderung vorbei am Cavlocsee und entlang des Gletschers gut erreicht werden. Die Hütte ist Ausgangspunkt für unterschiedliche Bergwanderungen, beispielsweise rund um den Monte del Forno oder auf dem Sentiero Alpino Bregaglia zur Albigna-, Sciora- und Sasc-Furä-Hütte. Von hier können im Winter Skitouren im Bergell gemacht werden: Cima di Castello, Cima di Rosso, Monte Sissone oder Disgrazia sind Gipfelziele in dem Gebiet rund um den Fornogletscher.

Fornogletscher mit Aufstieg zur Fornohütte SAC. Historisches Bild von Leo Wehrli (1923)
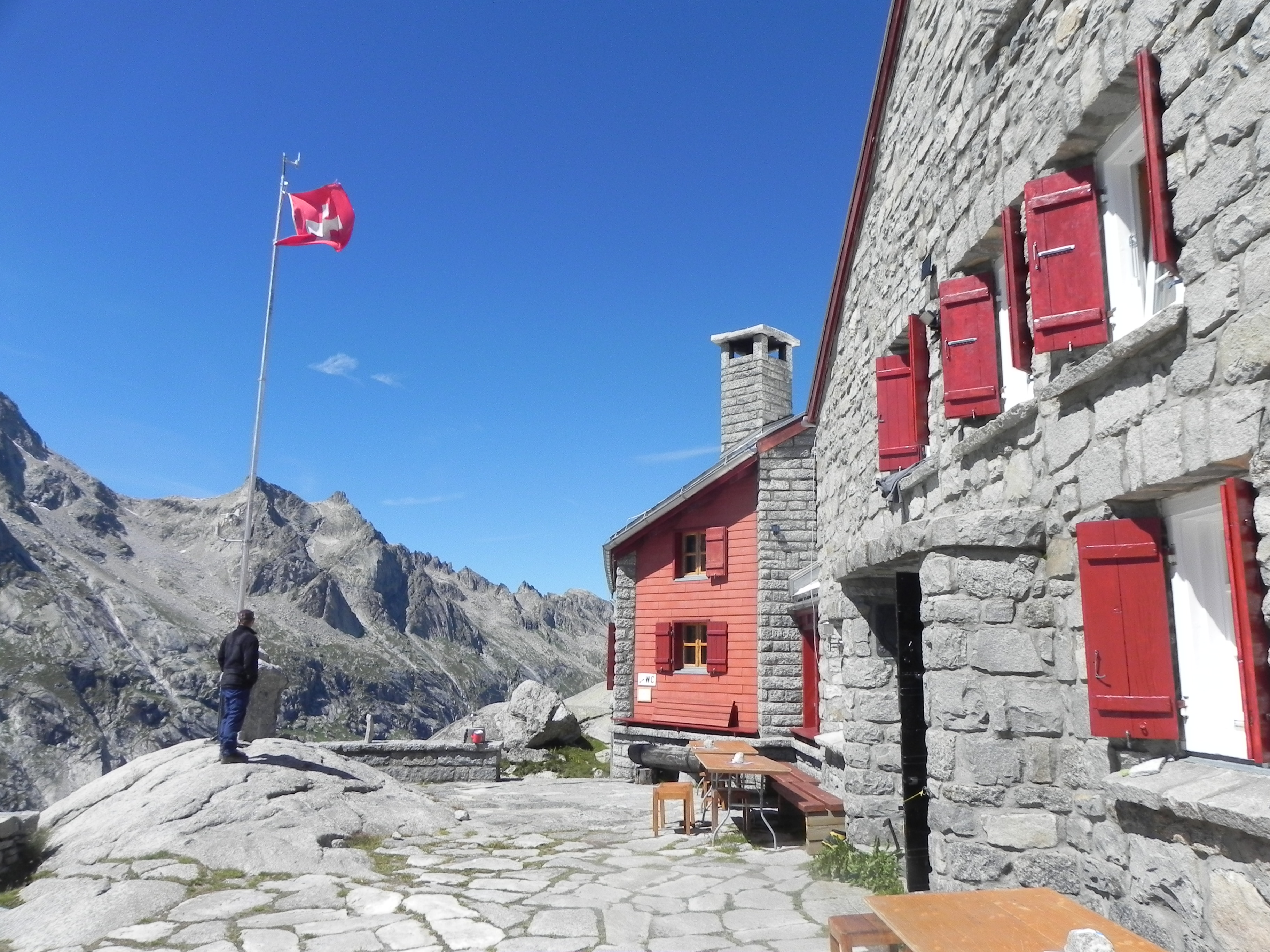
Fornohütte SAC Rorschach
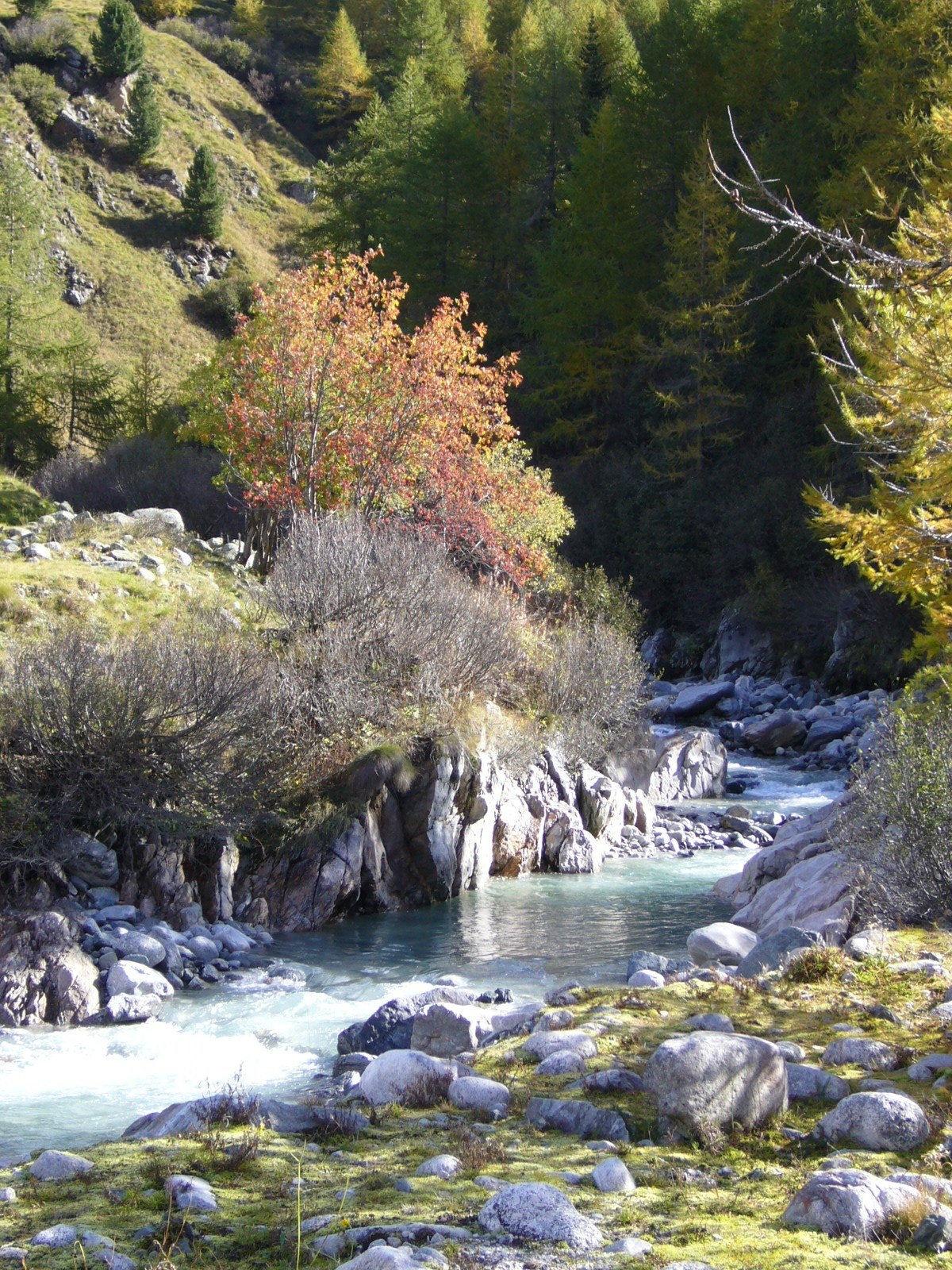
Orlegna, Abfluss des Fornogletschers